# AOpen
에이오픈 주식회사(영어: AOPEN Inc., 중국어: 建碁股份有限公司)은 컴퓨터와 컴퓨터용 부품을 만드는 중화민국의 전자제품 제조사이다. AOpen은 컴퓨터 부품을 설계, 제조 및 판매하는 에이서의 개방형 시스템 사업부였다.
1996년 12월 에이서그룹의 자회사로 설립됐으며, 2002년 8월 대만증권거래소에서 기업공개(IPO)를 했다. 범에이서그룹에서 기업가정신 패러다임을 확립한 최초의 자회사이기도 하다. 당시 AOpen의 대주주는 위스트론그룹이었다. 2018년 AOpen은 컴퓨팅 산업의 B2B 지점으로서 다시 범 에이서 그룹의 파트너가 되었다.
데스크톱 메인보드에 인텔의 펜티엄 M 플랫폼을 구현하는 "모바일 온 데스크톱"(Mobile on Desktop, MoDT)으로 잘 알려져 있다. 펜티엄 4 및 기타 넷버스트 CPU는 펜티엄 M보다 에너지 효율성이 떨어지는 것으로 입증되었기 때문에 2004년 말과 2005년 초에 많은 제조업체에서 모바일 펜티엄 M용 데스크톱 메인보드를 출시했으며, AOpen이 그 첫 번째였다.
AOpen은 현재 uSFF(초소형 폼 팩터) 플랫폼 애플리케이션을 전문으로 한다. 디지털 간판, 소형화, 표준화, 모듈화를 특징으로 하는 제품 개발 및 디자인을 담당하고 있다.

## 같이 보기
- 대만의 기업 목록